# Flamingo (Brandon Flowers)
Flamingo è l'album di debutto del cantante statunitense Brandon Flowers, già noto come frontman dei The Killers. L'album, pubblicato il 3 settembre 2010 in Australia e nei giorni seguenti anche nel resto del mondo, è stato preceduto dal singolo  Crossfire, disponibile sul sito del cantante già dal mese di giugno del 2010 e pubblicato in Regno Unito il 23 agosto 2010.
Il disco è stato registrato nei Battle Born Studios di Las Vegas (Nevada) e negli Henson Recording Studios di Hollywood, in California.

## Registrazione e anticipazioni
Le voci circa un possibile album da solista di Brandon Flowers iniziarono a circolare a dicembre del 2009, ma furono inizialmente smentite dai rappresentanti della band e dal cantante stesso.
Nel gennaio del 2010, la band annunciò la propria intenzione di concedersi un periodo di riposo dopo le tappe australiane e asiatiche del loro tour mondiale, sottolineando di sentire il bisogno di un po' di tempo per staccare la spina.
Tuttavia una serie di date del tour furono cancellate, a causa della morte per cancro al cervello della madre di Flowers, avvenuta l'11 febbraio 2010.
Dopo un misterioso conto alla rovescia apparso sul sito ufficiale dei The Killers, Flowers ha confermato il 29 aprile 2010 che avrebbe pubblicato un album da solista intitolato Flamingo.
In un'intervista alla rivista NME nel maggio 2010, Flowers ha dichiarato che l'album è stato prodotto da Stuart Price, Daniel Lanois e Brendan O'Brien e ha anticipato che avrebbe duettato in Hard Enough, con Jenny Lewis, frontlady dei Rilo Kiley.
Durante il fine settimana del 12 giugno 2010, il brano Crossfire, è stato pubblicato sul sito del cantante. Il 14 giugno la canzone è stata premiata in Gran Bretagna nel corso della trasmissione Zane Lowe Show, in onda su BBC Radio 1. Nell'occasione il cantante ha dichiarato che il processo di registrazione dell'album, pur essendo stato divertente, è stato talvolta solitario e che, nonostante la presenza dei tre produttori, ha sentito la mancanza della fratellanza con gli altri membri del gruppo.
Flowers ha rassicurato i fans della band dicendo che la pubblicazione di un lavoro da solista non comporterà la fine dei The Killers. Queste sono le parole da lui pronunciate: «Il fatto che io pubblichi un disco come solista non farà altro che renderci più forti. Voglio che il prossimo album dei Killers sia una meravigliosa collaborazione tra quattro persone pronte a realizzare il miglior disco che riusciranno a fare».

## Il disco
Il titolo del disco deriva da due attrattive che si trovano nella città natale di Brandon, Las Vegas, e in particolare in una zona della città nella quale il cantautore ha trascorso gran parte della sua gioventù. I due luoghi in questione sono il Flamingo Casino e la Flamingo Road, ovvero la strada del Casino Sam's Town, al quale si fa riferimento anche nel titolo del secondo album dei The Killers.
Come suggerito dal titolo, l'album è ispirato e dedicato a Las Vegas. In particolare, alla nota capitale del divertimento è dedicato il brano di apertura del disco, Welcome to Fabulous Las Vegas. Nella canzone, che descrive la città mettendo in luce i contrasti tra la reale decadenza che vi si consuma e la sua esteriorità, fatta di luci e sfarzi, si fa riferimento all'insegna che accoglie i viaggiatori che fanno ingresso nell'agglomerato urbano. A tal proposito, Flowers ha dichiarato: «le persone dovrebbero schivare le auto per poter scattare una fotografia in quel posto, così la città si è finalmente decisa a costruire un parcheggio accanto all'insegna. Rappresenta la combinazione dell'essere felici mentre si spendono tutti i propri soldi». Al riguardo di Las Vegas, Flowers ha poi aggiunto: «Certamente non è una città perfetta, e per questo era il luogo ideale da attraversare».
Flamingo contiene però anche dei brani d'amore. Ad esempio, la canzone Hard Enough, cantata in duetto con Jenny Lewis, parla di quanto sia difficile per Brandon Flowers sopportare l'assenza della moglie Tana, spesso distante a causa degli impegni di lavoro del cantante.
Un'altra tematica ricorrente è quella legata alla fede di Flowers, che si è da sempre dichiarato un mormone osservante. Nel brano Playing with Fire Flowers, come da lui stesso confermato, parla del viaggio compiuto da adolescente: «I miei genitori mi lasciarono andare fuori casa quando avevo 15 anni per trasferirmi a Las Vegas e trovare quello che stavo cercando, qualunque cosa fosse. E in quel periodo non andai in chiesa. Ma non credo che una persona perda il diritto di avere una qualsiasi guida o aiuto da Dio solo perché non va in chiesa».
La canzone Magdalena è stata ispirata da un documentario sul pellegrinaggio che si svolge annualmente il 4 ottobre e che vede i fedeli percorrere le circa 60 miglia che separano Nogales e Magdalena, in Messico. Inoltre, il testo di On the Floor è incentrato sull'atto della preghiera.

## Tracce
L'edizione standard del disco è costituita da 10 tracce.
Dell'album è disponibile anche una Deluxe edition, contenente altri 4 brani.
Per coloro che prenotano l'album su iTunes in Giappone è inoltre scaricabile una seconda versione di On the Floor, già inclusa nell'edizione standard del disco.
Tracce contenute nella Standard Edition
1. Welcome to Fabulous Las Vegas – 4:48 (Brandon Flowers) – Produttori: Brendan O'Brien
2. Only the Young – 4:19 (Brandon Flowers) – Produttori: Stuart Price
3. Hard Enough – 4:05 (Flowers, Lewis, Lanois, Benji Lysaght) – featuring Jenny Lewis — Produttori: Stuart Price, Daniel Lanois, Brandon Flowers
4. Jilted Lovers & Broken Hearts – 4:40 (B. Flowers, D. Lanois, S. Price) – Produttori: Stuart Price, Daniel Lanois, Brandon Flowers
5. Playing with Fire – 5:48 (Brandon Flowers, Daniel Lanois) – Produttori: Stuart Price, Daniel Lanois, Brandon Flowers
6. Was It Something I Said? – 3:19 (S. Price, D. Lanois, B. Flowers) – Produttori: Stuart Price, Daniel Lanois, Brandon Flowers
7. Magdalena – 3:19 (Brendon Flowers) – Produttori: Brendan O'Brien
8. Crossfire – 4:18 (Brandon Flowers) – Produttori: Brendan O'Brien
9. On the Floor – 3:23 (Brandon Flowers) – Produttori: Stuart Price, Daniel Lanois, Brandon Flowers
10. Swallow It – 2:57 (Brandon Flowers) – Produttori: Stuart Price, Brandon Flowers

Durata totale: 40:56
Tracce aggiuntive contenute nella Deluxe Edition
1. The Clock Was Tickin' – 4:49 (Brandon Flowers) – Produttori: Stuart Price, Brandon Flowers
2. Jacksonville – 4:01 (Brandon Flowers) – Produttori: Stuart Price, Brandon Flowers
3. I Came Here to Get Over You – 2:21 (Brandon Flowers) – Produttori: Stuart Price, Brandon Flowers
4. Right Behind You – 3:53 (Brandon Flowers, Stuart Price) – Produttori: Stuart Price, Brandon Flowers

Durata totale: 15:04
Bonus track per chi acquista l'album su iTunes in pre-ordine dal Giappone
1. On the Floor 2.0 – 3:12 (Brandon Flowers) – Produttori: Brandon Flowers

## Reazioni della critica
| Recensione           | Giudizio |
| -------------------- | -------- |
| The Guardian         |          |
| All Music Guide      |          |
| Spin                 |          |
| MusicOMH             |          |
| Entertainment Weekly | B        |
| A.V. Club            | C+       |
| Rolling Stone        |          |
| Sputnik Music        |          |
| Filter Magazine      | 67%      |
| NME                  |          |

In base alle recensioni raccolte da Metacritic, la reazione della critica a Flamingo è stata mediamente mista, con una valutazione media di 59 punti su 100. Secondo Music Radar «si tratta della vertigine di un debutto». Music radar ha inoltre definito l'album una «vertiginosa raccolta di canzoni musicalmente audaci» ed ha affermato che Flowers non avrebbe potuto registrare con i The Killers un album come questo, perché troppo personale, confessionale e immediato.
Per MusicOMH l'album è «una produzione interessante che si estende attraverso ballate a lenta combustione come Crossfire e melodie pop come Was It Something I Said?»; inoltre, MusicOMH sottolinea che l'esordio da solista ha permesso a Flowers di portare agli estremi il suo marchio di synthpop, senza doversi preoccupare della sensibilità Indie rock.
The Independent ha sottolineato che il tema dominante dell'album è «la nostalgia di vecchie certezze nei confronti di un mondo rapace e senza scrupoli» e ha citato la «qualità epica» dei produttori Daniel Lanois e Brendan O'Brien e la «polvere di fata elettronica» del produttore Stuart Price.
The Guardian ha ritenuto che a tratti Flamingo ha «la stessa emozione di un turista che scrive una cartolina», ma si è comunque complimentato per i suoi «enormi cori» e per gli «abili schizzi di carattere del giovane Springsteen» definendo Flowers «sporadicamente simpatico, se non proprio amabile». Secondo The Scotsman il cantautore in questo album «si è distinto dagli inni raglianti della propria band indie-rock». La giornalista del quotidiano si è inoltre complimentata per la produzione del disco, ma ha anche affermato che a tratti ricorda i momenti più noiosi degli U2.
Drowned in Sound ha affermato che il disco «potrebbe essere contemporaneamente il più sperimentale e moderato sforzo di Flowers» e ha concluso definendolo «un pasticcio di tanto in tanto interessante, a volte involontariamente esilarante, un concept album simile come gusto alla città che lo ha ispirato». BBC Music ha dato all'album una recensione mista, affermando che «c'è una leggera sensazione di moderazione in tutto l'album» e criticando Flowers per essere stato «un po' sovra-eccitato con la sua Bibbia», che «insieme con la proliferazione di metafore sul gioco d'azzardo, si traduce in immagini di grave fatica».
Spin ha ritenuto che Flowers abbia «erroneamente manipolato il melodramma» e che «i verbosi, consapevolmente mitici testi accartocciano le melodie». NME ha scritto che Flamingo «sembra un album sulla carta» e che «ci sono un sacco di idee teoricamente grandi, audaci, stupide, ma che quando sono effettivamente registrate, piuttosto che suonare ridicole, semplicemente suonano come una zuppa di piselli insipidi». The Observer ha notato che l'album «scivola indietro nello stile Great American Wannabe di Sam's Town» e che Flowers «può ancora dare buoni cori, ma questo non basta a mascherare la sua pervasiva aria di auto-importanza conservativa».

## Singoli
1. Crossfire (pubblicato il 21 giugno 2010 negli USA e in Canada tramite iTunes, pubblicato in Regno Unito il 23 agosto 2010)
2. Only the Young (pubblicato il 12 ottobre 2010 negli USA)

## Pubblicazione
| Paese                 | Data              |
| --------------------- | ----------------- |
| Australia             | 3 settembre 2010  |
| Germania              | 3 settembre 2010  |
| Irlanda               | 3 settembre 2010  |
| Regno Unito           | 6 settembre 2010  |
| Italia                | 7 settembre 2010  |
| Stati Uniti d'America | 14 settembre 2010 |
| Canada                | 14 settembre 2010 |
| Sud America           | 21 settembre 2010 |
| Francia               | 27 settembre 2010 |

## Classifiche

### Posizioni massime
| Classifica (2010)     | Posizione massima |
| --------------------- | ----------------- |
| Australia             | 5                 |
| Austria               | 21                |
| Belgio - Fiandre      | 24                |
| Belgio - Vallonia     | 29                |
| Canada                | 9                 |
| Danimarca             | 26                |
| Francia               | 78                |
| Germania              | 8                 |
| Grecia                | 3                 |
| Irlanda               | 3                 |
| Italia                | 42                |
| Messico               | 16                |
| Norvegia              | 12                |
| Nuova Zelanda         | 6                 |
| Paesi Bassi           | 4                 |
| Regno Unito           | 1                 |
| Spagna                | 7                 |
| Svezia                | 25                |
| Svizzera              | 13                |
| Stati Uniti d'America | 8                 |

### Classifiche di fine anno
| Anno | Paese  | Posizione |
| ---- | ------ | --------- |
| 2010 | Europa | 86        |